# Paolo Tolosa
Paolo Tolosa (Napoli, 1558 – Chieti, 3 ottobre 1618) è stato un arcivescovo cattolico italiano.

## Biografia
Di nobile famiglia napoletana, entrò nell'ordine dei chierici regolari teatini e nel 1601 fu eletto vescovo di Bovino.
Dal 1603 al 1606 fu nunzio in Savoia presso il duca Carlo Emanuele I; insieme con il cardinale Pietro Aldobrandini, si recò a Tolone da Enrico IV e da sua moglie Maria de' Medici per convincere i sovrani di Francia ad accettare la pace con la Savoia.
Fu trasferito alla sede metropolitana di Chieti nel 1615. Riformò il seminario e nel 1616 celebrò un sinodo diocesano.
Morì nel 1618: fu inizialmente sepolto nella cattedrale di Chieti, ma il suo corpo fu in seguito traslato nella chiesa napoletana dei Santi Apostoli.

## Genealogia episcopale
La genealogia episcopale è:
- Cardinale Juan Pardo de Tavera
- Cardinale Antoine Perrenot de Granvelle
- Cardinale Francisco Pacheco de Villena
- Papa Leone XI
- Arcivescovo Paolo Tolosa, C.R.